# Як важливо бути серйозним (фільм, 1976)
«Як важливо бути серйозним» — радянський телефільм-спектакль, поставлений режисером Олександром Бєлінським в 1976 році за однойменною п'єсою О. Уайльда.

## Сюжет
Дві дівчини — аристократка Гвендолін і провінціалка Сесілі — мріють вийти заміж за серйозних, позитивних молодих людей і обов'язково на ім'я Ернест. Дві закохані, але легковажні молоді людини — чарівний Джон, турботливий опікун юної Сесілі, і спритник Алджернон, — щоб відповідати цим очікуванням, представляються Ернестами. Джон доглядає за Гвендолін, Альджернон пропонує руку і серце Сесілі; одна брехня неминуче породжує іншу і обертається чередою непорозумінь.

## У ролях
- Лідія Сухаревська —  леді Брекнелл
- Віра Васильєва —  міс Призм, гувернантка
- Євгенія Симонова —  Сесілі Кард'ю
- Ігор Старигін —  Алджернон Монкріф
- Олександр Кайдановський —  Джон Уортінг, землевласник, почесний мировий суддя
- Сергій Цейц —  канонік Чезюбл, доктор богослов'я
- Володимир Ушаков —  Мерімен
- Якоб Ромбро —  Лейн, лакей Монкріфа

## Знімальна група
- Режисер —  Олександр Бєлінський
- Художник-постановник — В. Ликов
- Оператор-постановник — Г. Алексєєв
- Оператори — Ю. Гаврилов, А. Вілін
- Художник по костюмах — Г. Таар